# Zona peligrosa (novela)
Zona peligrosa es la primera novela de Lee Child, publicada originalmente en inglés en 1997 por Putnam y en España por RBA en 2015 con traducción a cargo de Antonio Padilla. El libro ganó el Anthony Award y el Barry Award a mejor primera novela. Es el primer libro donde aparece el personaje emblemático del autor: Jack Reacher. Está escrito en primera persona. Esta novela fue adaptada en la primera temporada de la serie de televisión Reacher, de Amazon Prime Video.
La novela tiene tres precuelas: El enemigo (ambientada ocho años antes de Zona peligrosa), Escuela nocturna (ambientada un año antes de Zona peligrosa), y El asunto (ambientada seis meses antes de Zona peligrosa.

## Resumen
Jack Reacher, un duro y experimentado policía militar,  ha dejado el ejército hace seis meses y desde entonces vagabundea por todo Estados Unidos sin domicilio, teléfono ni tarjeta de crédito. Cuando visita la pacífica ciudad de Margrave, Georgia, solo porque su hermano le mencionó que el músico Blind Blake murió allí, le arrestan como sospechoso de asesinato, pero él sabe que es inocente. Jack se verá obligado a demostrar su inocencia y salir vivo de una pequeña y silenciosa ciudad donde nada es lo que parece.

## Resumen de la trama
Jack Reacher se baja de un autobús Greyhound en la ciudad de Margrave, Georgia, porque recuerda que su hermano mencionó que un músico de blues llamado Blind Blake había muerto allí. Para su sorpresa, poco después de su llegada, es arrestado en una cafetería local por asesinato por orden del sheriff, Morrison, quien afirma falsamente que vio a Reacher salir del lugar.
Mientras está detenido, Reacher conoce a Finlay, el jefe de detectives, y a Roscoe, una oficial que cree que es inocente. Reacher convence a Finlay para que llame a un número que aparece en un papel encontrado en el zapato del muerto; el número les lleva a Paul Hubble, un banquero retirado que confiesa al instante el asesinato. Antes de que Reacher pueda ser liberado, él y Hubble son trasladados a una prisión estatal en Warburton, donde Reacher consigue frustrar un intento de asesinato por parte de la Hermandad Aria. Sospechando que el subdirector les ha tendido una trampa, Reacher se une a la investigación de Finlay, mientras que Hubble es dado por muerto tras desaparecer de su casa en pleno día.
Reacher se entera de que el hombre asesinado es su hermano, Joe, que dirigía una investigación sobre una red de falsificación operada por la familia Kliner bajo la protección de Morrison, varios policías corruptos y el corrupto alcalde, Grover Teale. Se encuentra un segundo cuerpo, perteneciente al camionero Sherman Stoller, y Morrison y su esposa son brutalmente asesinados poco después. Roscoe teoriza que los Kliner están utilizando a Margrave como centro de distribución de su dinero falso, pero esto queda finalmente desmentido cuando Reacher registra uno de sus camiones y lo encuentra vacío. Entonces se da cuenta de que es todo lo contrario: los Kliner han estado acaparando el dinero en respuesta a una operación de la Guardia Costera de Estados Unidos que les ha cortado el suministro de billetes desde Venezuela, y planean reanudar la distribución una vez que la operación se cierre como medida de ahorro.
Reacher envía a la familia de Hubble a esconderse para protegerla de Kliner, y mata al hijo de éste y a otros socios después de atraerlos a una emboscada. A continuación, informa a Finlay del secreto de la operación de Kliner, que su hermano había estado tratando de probar: para obtener el papel especial necesario para hacer falsificaciones indetectables, los delincuentes habían empleado a Hubble para recoger cientos de miles de billetes de 1 dólar usados y enviarlos a los puertos de Florida a través de Stoller y otros conductores, donde serían blanqueados en Venezuela para eliminar la tinta y luego utilizados para hacer billetes de 100 dólares falsos. Sin embargo, cuando regresan a Margrave, son tomados cautivos por Kliner, Teale y Picard, el contacto de Finlay en el FBI, quien revela que ha estado siguiendo sus progresos y que tiene a Roscoe y a la familia de Hubble bajo su custodia. Kliner revela que Hubble no está muerto, sino escondido, y amenaza con matar a sus rehenes a menos que Reacher lo encuentre.
En el camino, Reacher organiza una distracción y mata a los escoltas de Picard, antes de aparentemente matarlo a tiros. Luego localiza a Hubble en un motel cercano y lo lleva de vuelta a Margrave. Al ver que los criminales han desaparecido, sacan a Finlay de su cautiverio en la comisaría y le prenden fuego, antes de localizar a los rehenes en el almacén de Kliner. Reacher mata a un policía corrupto llamado Baker, dispara a Teale y a Kliner, y prende fuego al resto de su dinero. Un Picard herido aparece y golpea a Reacher, pero Finlay lo distrae lo suficiente para que Reacher lo mate. El grupo escapa entonces mientras el almacén explota, y Reacher acaba pasando la noche con Roscoe. Al darse cuenta de que sus acciones atraerán mucha atención no deseada de las autoridades, Reacher decide abandonar Georgia. Roscoe le da un último regalo: una foto de su hermano recuperada de una de las víctimas de Kliner. Reacher abandona la ciudad entre lágrimas, añorando a su hermano.

## Personajes
Principales
- Jack Reacher, un condecorado ex-soldado de la policía militar del ejército estadounidense y vagabundo.
- Oscar Finlay, capitán de policía y detective jefe de Margrave, anteriormente detective en Boston.
- Roscoe Conklin, una oficial de policía de Margrave que se une a Reacher y Finlay en su investigación.
- KJ, el único hijo de Kliner padre.
- Grover Teale, el corrupto alcalde de Margrave y jefe de policía interino.

Secundarios
- Mosley, un anciano barbero y residente de Margrave desde hace mucho tiempo.
- Jasper, el médico forense de Margrave.
- Joe Reacher, agente del Servicio Secreto y hermano mayor de Reacher.
- Baker, un oficial corrupto del Margrave.
- Stevenson, un oficial del Margrave y primo de Paul Hubble.
- Dawson, sobrino de Kliner.
- Paul Hubble, un banquero obligado a ayudar en una red de falsificación.
- Spivey, un funcionario de prisiones corrupto.
- Charlene "Charlie" Hubble, la esposa de Paul.
- Kliner Sr., el propietario de Industrias Kliner.
- Picard, un agente del FBI y viejo amigo de Finlay.

## Premios
- 1998 Premio Anthony a la Mejor Primera Novela[1]
- 1998 Premio Barry a la Mejor Primera Novela[2]
- 1998 Nominada al Premio Dilys[3]
- 1998 Nominada al Premio Macavity, Mejor Primera Novela de Misterio[2]
- 2000 Japan Adventure Fiction Association Prize, Mejor Novela Traducida.[4]

## Adaptación a serie
El libro se convirtió en la primera temporada de la serie de televisión Reacher, producida por Skydance Television, Paramount Television Studios, Blackjack Films y Amazon Studios para Amazon Prime Video. Se estrenó en febrero de 2022.